# Satta Massagana
Satta Massagana est une chanson jamaïcaine, du trio de chanteurs The Abyssinians. Elle fut enregistrée en 1969 à Studio One, mais ne sortit en 45 tours qu'en 1971, mésestimée par son producteur Coxsone qui pensait qu'elle n'aurait aucun succès. Elle connut pourtant un succès considérable dès ses débuts et fit la renommée du groupe. Happy Land, titre de Carlton and the Shoes enregistrée en 1968, contient les paroles employées sur cette chanson. Faisant partie des premières chansons dites de reggae roots, elle est en partie chantée en Amharique, une langue éthiopienne. Les harmonies y sont très traditionnelles, l'instrumentation est simple et il n'y a pas d'arrangements complexes comme certains disques de l'époque. Elle devint un standard du reggae et même un hymne rastafari. Elle figure sur leur premier album, du même nom, en 1975, et fut reprise un nombre considérable de fois par la suite. Il en existe en effet plus de 300 versions discographiques (reprises,dubs, instrumentaux, versions DJ), sur le riddim dit Satta Riddim. Parmi elles celle de Johnny Clarke, Third World, celle des Abyssinians qui introduit le film Rockers, l'instrumental de Tommy McCook... Une vingtaine d'entre elles (dont l'originale) ont été rééditées dans une compilation Tree of Satta par le label Blood and Fire et aujourd'hui des artistes de la vague new roots reprennent encore cette chanson.